# Cinema Audio Society Awards
I Cinema Audio Society Awards sono una cerimonia di premiazione annuale organizzata dalla Cinema Audio Society per premiare i risultati eccezionali ottenuti nel missaggio audio. Questi premi vengono assegnati dalla Cinema Audio Society dal 1994.
Il concorso è aperto a lungometraggi e programmi televisivi usciti o trasmessi durante l'anno solare. I vincitori vengono svelati nel corso di una cerimonia con busta sigillata durante il banchetto di premiazione della Cinema Audio Society nella primavera successiva. I vincitori vengono selezionati esclusivamente tramite una votazione scritta dei membri attivi della CAS.
I premi includono anche un Filmmaker Award, un Career Achievement Honoree, uno Student Recognition Award e un Technical Achievement Award.

## Categorie

### Cinema
- Miglior risultato nel missaggio sonoro per un film – Live Action
- Miglior risultato nel missaggio sonoro per un film d'animazione
- Miglior risultato nel missaggio sonoro per un film – Documentario

### Televisione
- Miglior risultato nel missaggio audio per serie televisive – Un'ora
- Miglior risultato nel missaggio audio per serie televisive – Mezz'ora
- Miglior risultato nel missaggio audio per un film televisivo o una miniserie
- Miglior risultato nel missaggio audio per programmi televisivi non-fiction, varietà o musica – serie o speciali